# Quintana (Texas)
Quintana es un pueblo ubicado en el condado de Brazoria en el estado estadounidense de Texas. En el Censo de 2020 tenía una población de 26 habitantes y una densidad poblacional de 5,03 personas por km².

## Geografía
Quintana se encuentra ubicado en las coordenadas 28°56′2″N 95°18′26″O / 28.93389, -95.30722. Según la Oficina del Censo de los Estados Unidos, Quintana tiene una superficie total de 5.17 km², de la cual 1.66 km² corresponden a tierra firme y (67.87%) 3.51 km² es agua.

## Demografía
Según el censo de 2010, había 56 personas residiendo en Quintana. La densidad de población era de 10,82 hab./km². De los 56 habitantes, Quintana estaba compuesto por el 80.36% blancos, el 1.79% eran afroamericanos, el 0% eran amerindios, el 1.79% eran asiáticos, el 0% eran isleños del Pacífico, el 7.14% eran de otras razas y el 8.93% pertenecían a dos o más razas. Del total de la población el 26.79% eran hispanos o latinos de cualquier raza.